# 孵化基金
孵化基金是一种创建的时候由私人提供资金的基金。这种基金的投资者通常是与投资者和其家庭成员有关的人员。这种基金允许基金经理在基金开放前，或者面对正规的规则和条例前，以较小的资金规模来尝试不同的投资风格。这种类型的基金从来没有被官方地称之为“孵化基金”，而是一直被叫做“优先分配的基金”。
孵化基金一般通过两种方式来吸引资金。如果这种基金能够孵化成功，也就是巨額利潤，它将给投资者带来超额利润。但是，如果没有足够的回报，该基金将被清盤及結業。
最近几年孵化基金的使用也引起过一些非议。这是因为孵化资金不是在常规的管理之下，因此，它取得的回报可能比正常的要大。这种基金向公众宣传的时候，可能无法实现它像广告中所说的那样的回报。为了避免问题（损失）出现，投资者必须要确定该基金原本是否是孵化基金。但是絕對不容易，因为基金经理总是试图隐藏基金的“孵化”起源。